# Молемоле (местный муниципалитет)
Молемоле (Molemole) — местный муниципалитет в Районе имени Тропика Козерога провинции Лимпопо (ЮАР). Административный центр — Могвади.

## Основные населённые пункты
- Молемоле
- Могвади
- Моребенг
- Моходи
- Рамокгопа